# 船場 (テレビドラマ)
船場（せんば）は関西テレビ制作、フジテレビ系列にて1967年4月2日から1968年3月31日まで毎週日曜 21:30 - 22:15に放送された関西テレビ放送制作のテレビドラマである。小西酒造一社が提供していた。
当初は半年の予定だったが、好評のため1年に延長された。なお、本作放映途中からタイトルに『昭和篇』が付いた。

## 出演
- 中村鴈治郎 (2代目)
- 浪花千栄子
- 本郷功次郎
- 田村高廣
- 伊吹友木子
- 遠藤太津朗
- 富永美沙子
- 林与一
- 扇千景
- 片岡仁左衛門 (13代目)
- 高田浩吉
- 志村喬
- 長門裕之
- 八千草薫
- 中村扇雀

- 中村メイコ
- 月丘夢路
- 津川雅彦
- 白川由美
- 大村崑
- 馬淵晴子
- 北林谷栄
- 南都雄二
- 野川由美子
- 戸浦六宏
- 小夜福子
- 加藤嘉
- 島かおり
- 荒木雅子
- 藤原釜足

- 小林勝彦
- 夢路いとし
- 三條美紀
- 小松方正
- 左卜全
- 小林芳宏
- 夏目俊二
- 片山明彦
- 弓恵子
- 堀内一市
- 村田勲
- 稲垣美穂子
- 髙田次郎
- 高桐真
- 日色ともゑ

- 語り：西山辰夫

## スタッフ
- 原作・脚本：花登筺
- 演出：内海佑治、山像信夫
- 音楽：南安雄

## 主題歌
- フランク永井「のれん」 （作詞：花登筐、作曲：南安雄）

## サブタイトル
1. 船場はどっちや （1967年4月2日）
2. 銭と泥 （4月9日）
3. お母あ! （4月16日）
4. 根性とソロバン （4月23日）
5. 愛の友禅 （4月30日）
6. 燃える雪 （5月7日）
7. 意地の宝恵かご （5月14日）
8. 恋か、のれんか （5月21日）
9. 親つばめ・子つばめ （5月28日）
10. そろばんと死 （6月4日）
11. ランプの灯は消えて （6月11日）
12. 勝負の矢がすり （6月18日）
13. 運命の再会 （6月25日）
14. 人の行く裏に道あり （7月2日）
15. 船場無情 （7月9日）
16. 愛と憎しみの谷間に （7月16日）
17. にらめ!清太郎 （7月23日）
18. 怒れ!清太郎 （7月30日）
19. 笑え!清太郎 （8月6日）
20. 阿呆になれ!清太郎 （8月13日）
21. 泣くな!清太郎 （8月20日）
22. 船場は生きている （8月27日）
23. 商道一筋 （9月3日）
24. 手のうちは見せるな （9月10日）
25. 先を読め! （9月17日）
26. たしかめてから動け! （9月24日）
27. 商いの仇は商いで （10月1日）
28. 極道無用 （10月8日）
29. 汚れた友禅 （10月15日）
30. 阿呆とハサミ （10月22日）
31. クエになれ!清太郎 （10月29日）
32. 倒産前夜 （11月5日）
33. かたみの友禅 （11月12日）
34. なぞの洋花友禅 （11月19日）
35. からみ合い （11月26日）
36. のれんは何故あるか （12月3日）
37. 見せ銭 （12月10日）
38. 裏のまた裏 （12月17日）
39. 大往生 （12月24日）
40. 腕と頭 （1968年1月7日）
41. 水に投げた石 （1月14日）
42. 明暗二筋 （1月21日）
43. アカという反抗 （1月28日）
44. 捨て身 （2月4日）
45. 兄・妹 （2月11日）
46. だまってる方がええ! （2月18日）
47. 嫁ぐ決意 （2月25日）
48. 吉凶 （3月3日）
49. 処女妻 （3月10日）
50. 死なんといて! （3月17日）
51. 愛情を越えて （3月24日）
52. のれん分け （3月31日）

## 放送局
特記の無い限り全て放送時間は日曜 21:30 - 22:15、同時ネット。
- 関西テレビ（制作局）
- 北海道放送：木曜 23:35 - 翌0:20（1967年8月31日[注釈 1] - 1968年6月27日） → 土曜 13:00 - 13:45（1968年7月6日 - 8月24日）[1]
- 青森放送：土曜 15:00 - 15:45（1968年9月時点、遅れネット）[2]
- 岩手放送：土曜 16:45 - 17:30（1968年9月時点、遅れネット）[3]
- 仙台放送[4]
- フジテレビ[5]
- 新潟放送：土曜 15:00 - 15:45（1968年9月時点、遅れネット）[6]
- 信越放送：土曜 15:00 - 15:45（1968年9月時点、遅れネット）[7]
- 山梨放送：土曜 13:15 - 14:00（1968年9月時点、遅れネット）[8]
- 静岡放送：日曜 16:00 - 16:45[9]
- 東海テレビ[10]
- 日本海テレビ：火曜 22:00 - 22:45（1968年3月時点）[11] → 日曜 17:00 - 17:45（1968年9月時点）[12]
- 西日本放送：土曜 13:00 - 13:45[13]
- 広島テレビ[13]
- 四国放送：木曜 23:20 - 0:05（1968年9月時点、遅れネット）[14]
- 高知放送：土曜 23:45 - 0:30（1968年9月時点、遅れネット）[15]
- テレビ西日本[16]
- 大分放送：日曜 22:30 - 23:15[17]
- 宮崎放送：土曜 13:15 - 14:00（1968年9月時点、遅れネット）[18]

## その他
第1回の視聴率は6.4%と奮わなかった。
関西地区では最終回視聴率43.9％を記録。